# Vratjesj
Vratjesj (bulgariska: Врачеш) är ett distrikt i Bulgarien.   Det ligger i kommunen Obsjtina Botevgrad och regionen Sofijska oblast, i den västra delen av landet, 40 km nordost om huvudstaden Sofia.
I omgivningarna runt Vratjesj växer i huvudsak lövfällande lövskog. Runt Vratjesj är det ganska tätbefolkat, med 72 invånare per kvadratkilometer.